# Кийк, Калле
Калле Кийк (эст. Kalle Kiik, 10 февраля 1963, Пайде) — эстонский шахматист, чемпион Эстонии по шахматам (1988), международный мастер (1993).

## Биография
Сын шахматного тренера Якоба Кийка. Окончил среднюю школу в Раквере (1981) и факультет физической культуры Тартуского университета по специальности «шахматы» (1986).
В 1981 году победил на чемпионате Эстонии среди юниоров.
В чемпионатах Эстонии по шахматам завоевал золотую (1988), серебряную (1987) и 3 бронзовые медали (1986, 1993, 1997).
В составе сборной Эстонии два раза участвовал в шахматных олимпиадах (1992, 2000) и один раз в командных чемпионатах Европы по шахматам (1992).
В 1994 году победил на турнире в нидерландском городе Сас-ван-Гент.
Работал шахматным тренером в Эстонии и Финляндии. В 2005 году был старшим тренером юношеской и женской сборных Эстонии, а в 2008 году тренировал молодёжную сборную Финляндии.